# 天然同位素
天然同位素（英語：natural isotope），或稱天然核種（英語：natural nuclide），是指在地球上天然存在的核種，構成了地球上幾乎所有的物質。天然同位素包括所有穩定同位素和天然放射性同位素。與之相對的概念為人造同位素（或稱合成同位素）。
天然同位素根據其來源可分為三類：自太陽系誕生以來便存在的原始核種（包括所有穩定核種和一些半衰期極長的放射性核種）、放射性原始核種的衰變產物，以及由宇宙射線散裂作用產生的宇生核種。
所有原子序≤94（鈽以前）的化學元素都具有至少一種天然同位素，而原子序數為95以上的元素在自然界中都不存在，其所有同位素都是人造同位素，因此稱為人工合成元素或人造元素。
許多元素在自然界中存在著不只一種的同位素，因此其標準原子量必須根據其所有天然同位素在自然界中存在的豐度比率進行計算。例如碳元素有三種天然同位素：碳-12（豐度98.93％）、碳-13（豐度1.07％）和碳-14（僅痕量存在），而碳-12的原子量為12amu，碳-13的原子量約為13.003355amu，按照這些同位素的存量比例即可計算出天然碳的標準原子量（碳-14含量太少，可忽略不計）：
12 × 98.93％ + 13.0034 × 1.07％ ＝ 12.01amu

## 應用
藉由測定一物體中某些天然放射性同位素及其衰變產物的含量比率，可推算出該物體的存在年代，稱作放射性定年法。
透過質譜法分析樣本中同一元素的不同天然同位素之間的比例（同位素訊號），可以了解食物網的能量流動、重建過去的環境和氣候條件、調查古代人類和動物的飲食，以及其他各種生物學、地球科學和環境科學的研究，是為同位素分析。同位素分析中常用的同位素訊號包括δ18O、δ13C、δ15N和δ34S等。